# Sung Kyung-hwa
Sung Kyung-hwa   (20 de juliol de 1965) és una ex-jugadora d'handbol sud-coreana que va competir durant la dècada de 1980.
El 1984 va prendre part en els Jocs Olímpics de Los Angeles, on guanyà la medalla de plata en la competició d'handbol. Quatre anys més tard, als Jocs de Seül, guanyà la medalla d'or en la mateixa competició.